# Schloss Ehrenburg
Schloss Ehrenburg (dansk: Ehrenburg Slot) er et slot i Coburg, Franken, Tyskland. Slottet tjente som hovedboligen for Coburgs herskende fyrster fra 1540'erne til 1918. Slottets ydre afspejler i dag den nygotiske stil.

## Historie
Slottet blev bygget af Johann Ernst, Hertug af Sachsen-Coburg, i 1543-47. Det erstattede Veste Coburg som hertugernes bynære resident. Det nye byslot blev bygget omkring et franciskansk kloster opløst under reformationen. Ifølge overlevering blev slottet navngivet Ehrenburg ("Æresslottet") af kejser Karl 5. for at være bygget uden brug af tvangsarbejde.
Under hertug Johann Casimir fandt den første større ombygning sted. Omkring 1590 blev den (stadig eksisterende) sydfløj bygget af renæssancearkitekten Michael Frey. :27 
En brand i 1690 ødelagde den nordlige del af slottet. Dette var en mulighed for hertug Albert 5. af Saxen-Coburg, der lod et nyt slot i barokstil opføre i 1699.  Opførelsen af et nyt kapel i vestfløjen, østfløjen og den centrale del af bygningen gav Ehrenburg den grundlæggende struktur, den bevare i dag. :27 
I det 19. århundrede lod Ernst 1. slottet ombygge af Karl Friedrich Schinkel i engelsk nygotisk stil; byggeriet begyndte i 1810. Det meste af arbejdet fandt sted mellem 1816 og 1840, med slotsfacaden klædt i sandsten. :27 
Også mellem 1816 og 1840 blev statslejlighederne omdesignet i den franske empire-stil.
Fordi slottet var hjemsted for det hertugelige hus Saxe-Coburg og Gotha (tidligere Saxe-Coburg-Saalfeld), skete der mange kongelige begivenheder her.
I 1863 mødte dronning Victoria (hvis mor, prinsesse Victoria og mand, prins Albert voksede op her) mødt den østrigske kejser Franz Josef for første gang i Giganternes hall (et skilt markerer anledningen)

## I dag
Slottet bruges som museum i dag. Blandt andet udstilles der kunstgallerier med værker af Lucas Cranach den ældre, hollandske og flamske kunstnere fra det 16. og 17. århundrede samt romantiske landskabsmalerier.